# Siphonarioidea
Siphonarioidea — надсемейство лёгочных морских улиток, внесённое в подотряд сидячеглазых.